# Mijail Dzhavajishvili
Mijail Dzhavajishvili (en georgiano: მიხეილ ჯავახიშვილი; Marneuli; 8 de noviembre de 1880 - Tiflis; 30 de septiembre de 1937) fue un escritor georgiano, quien junto a Konstantin Gamsajurdia, fue considerado uno de los escritores georgianos más importantes del siglo XX.
Fue detenido y ejecutado durante la Gran Purga en 1937. A finales de los años 1950, fue rehabilitado.

## Obras

### Novelas
- Kvachi Kvachandiradze (კვაჭი კვაჭანტირაძე, 1924)
- Lodgers Jakhos (1925)
- Blanka kolumo (1926)
- Givi Shaduri (1928)
- Arsena Marabdeli (1933)
- Virinaj Profeta (1936)